# مكتب التحقيق في الحوادث البحرية الفرنسي

يقع المقر الرئيسي لشركة مكتب التحقيق في الحوادث البحرية الفرنسي في مدينة لا ديفانس ، كما هو موضح في هذه الصورة. يقع مكتبها الرئيسي الحالي في
قوس لاديفونس (وسط المدينة) بينما كان مقرها السابق في تور باسكال بي (إلى أقصى يسار القوس الكبير) تور فالتير

مكتب التحقيق في الحوادث البحرية الفرنسي ("مكتب التحقيق في الحوادث البحرية")، (المعروف إختصاراً باسم: BEAmer) ، هو الوكالة الفرنسية التي تحقق في حوادث وأحداث السفن. يقع مكتبها الرئيسي في 
قوس لاديفونس سود (الجنوب) في منطقة الأعمال لا ديفونس وبلدية بوتو  ، أعالي السين ، في منطقة باريس الحضرية . 

## أنظر أيضاً
- مكتب الاستقصاء والتحليل لسلامة الطيران المدني ( Bureau d'Enquêtes et d'Analyses pour la Sécurité de l' Aviation Civile, BEA)
- المكتب الفرنسي للتحقيق في حوادث النقل البري (Bureau d'Enquêtes sur les Accidents de Transport Terrestre, BEA-TT)
- المكتب الفيدرالي الألماني للتحقيق في حوادث الطائرات
- فرع التحقيق في الحوادث البحرية
- المجلس الوطني لسلامة النقل

## روابط خارجية
- Bureau d'Enquêtes sur les Événements de Mer
- Bureau d'Enquêtes sur les Événements de Mer (بالفرنسية)
- Bureau d'Enquêtes sur les Événements de Mer على موقع واي باك مشين (archive index)
- Bureau d'Enquêtes sur les Événements de Mer على موقع واي باك مشين (archive index) (بالفرنسية)